# INTA-300
El INTA-300, también conocido como el Flamenco, fue un cohete sonda español de dos etapas desarrollado por el Instituto Nacional de Técnica Aeroespacial a partir de 1968, tras la experiencia con el INTA-255. Sus dos etapas derivaban del diseño del cohete británico Fulmar, la principal del Heron, y la superior del Snipe. Fue construido para llevar 45-50 kg de carga útil hasta a 300 km de altura, de donde deriva su nombre. La primera etapa tenía un tiempo de combustión de 3 segundos, mientras que la segunda ardía durante 16 segundos, generando un empuje de 16,3 kN.
El desarrollo tuvo lugar con lentitud, lanzándose el primer INTA-300 el 18 de febrero de 1981 desde El Arenosillo, momento en el que se cortaron los fondos para el proyecto.

## Diseño
Tenía un longitud de 7,27 m, un calibre de 258 mm y un peso al despegue de 503 kg. Su primera etapa la componía un cohete Aneto derivado del Goose del INTA-255, con propelente compuesto plástico GPC 200 a base de poltsobutileno-PA-A1, que proporcionaba 132 KN de empuje y un tiempo de combustión de 3,1 segundos.
Contaba con cuatro pequeños motores necesarios para estabilizar la primera etapa. El motor de la segunda etapa era un Teide de nuevo diseño, que pesaba 245 kg, utilizaba un propelente GPC-100 cuyo grano se había fabricado por Unión Española de Explosivos, mientras que el cuerpo del cohete era desarrollo propio del INTA. Su combustión duraba 16 s y el empuje obtenido era de 16,3 KN. En su diseño colaboró la compañía inglesa Bristol Aerojet.

## INTA-300B
Diez años después del INTA-300 el nació el INTA-300B, que era una modificación del mismo, como parte del programa Capricornio. Del proyecto original quedaban tres motores, realizándose el encendido de uno de ellos para verificar el estado de los mismos. Los dos restantes se montaron en sendos cohetes modificados, capaces de llevar mayores cargas. Estos cohetes modificados se denominaron INTA-300B, y ambos fueron lanzados exitosamente, el primero durante el 21 de octubre de 1993 y el segundo el 16 de abril de 1994.

## Lanzamientos

Diagrama del INTA-300

| Sitio de lanzamiento  | Fecha      | Referencia                 | Propósito del lanzamiento | Resultado |
| --------------------- | ---------- | -------------------------- | ------------------------- | --------- |
| El Arenosillo, Moraba | 09/10/1974 | INTA IT-P1-7401 (F-74001)  | Prueba                    | Éxito     |
| El Arenosillo         | 21/10/1975 | INTA IT-P2-7501 (F-75001)  | Prueba                    | Éxito     |
| El Arenosillo         | 28/06/1978 | INTA IT-SIB-7801 (Marelli) | Prueba                    | Éxito     |
| El Arenosillo         | 18/02/1981 | INTA IT-P4-8101            |                           | Éxito     |
| El Arenosillo         | 21/10/1993 | IAA (FEIROX/FEIROH)        |                           | Éxito     |
| El Arenosillo         | 16/04/1994 | IAA (O2-INTA300)           |                           | Éxito     |